# مامورو هوسودا
مامورو هوسودا (ولد في التاسع عشر من شهر سبتمبر في عام 1967). مخرج أفلام ياباني ومحرّك رسوم متحرّكة. سابقًا توظّف في استديو تويا أنميشن، وبعدها توظّف في استديو ماد هاوس من عام 2005 حتى عام 2011، وأسس بعد رحيله من استديو ماد هاوس استديو خاص به وهو استديو تشيزو. بدأ هوسودا بلفت الأنظار منذ بداية عام 2000 مع أول فلمين من سلسلة مغامرات أبطال الديجيتال، والفلم السادس من سلسلة أفلام ون بيس.
 كان من المقرر أن يخرج هوسودا فلم قلعة هاول المتحركة الذي قام بإنتاجة إستوديو غيبلي، لكن توقّف المشروع في بداياته بسبب رفضه من قِبل مدراء إستوديو غيبلي، بعدها تم استكمال المشروع على يد المخرج هاياو ميازاكي وأصبح واحد من أشهر أفلام إستوديو غيبلي.
درس هوسودا الرسم بالزيت في كلية كانازاوا للفن.
يعد فلم أطفال الذئب و حروب الصيف والفتاة التي قفزت عبر الزمن من أشهر أفلام هوسودا الذي قام بإخراجها، وحصدت جوائز عالمية وكذلك جوائز داخل اليابان.

## أعماله
- أبطال الديجيتال :
  - مغامرة الديجيمون (فيلم): (مدته عشرين دقيقة، أًنتِج عام 1999)، عمل فيه كمخرج
  - مغامرة الديجيمون: لعبتنا الحربية: (فلم أًنتِج عام 2000) عمل فيه كمخرج
- دوريمي السحرية (مسلسل تلفزيوني) قام بإخراج الحلقة 40، 49
- ون بيس (مسلسل تلفزيوني) قام بإخراج الحلقة 199
- سوبرفلات مونوقرام (فلم قصير أَنتِج عام 2000، بتمويل من تاكاشي موراكامي) عمل فيه كمخرج
- أشيتا نو نادجا (مسلسل تلفزيوني) أخرج أغنية البداية، وأغنية النهاية، الحلقة الخامسة والثانية عشر، والسادسة عشر. وعمل كرسّام متفاحي لأغنية البداية والنهاية والحلقة 26
- ساموراي تشامبلو (مسلسل تلفزيوني) قام بإخراج أغنية البداية
- ون بيس: بارون أوماتسوري والجزيرة السرية (فلم أُنتِج عام 2005) عمل فيه كمخرج
- الفتاة التي قفزت عبر الزمن (فلم أُنِتج عام 2006) عمل فيه كمخرج
- حروب الصيف (فلم أًنتِج عام 2009) عمل فيه كمخرج
- أطفال الذئب (فلم أُنتِج عام 2012) عمل فيه كمخرج
- الصبي والوحش (فلم أنتِج عام 2015) عمل فيه كمخرج
- كراينق فريمان، عمل فيه كرسّام مفتاحي
- دراغون بول: الطريق للقوة. عمل فيه كرسّام مفتاحي
- دراغون بول زد. عمل كرسّام مفتاحي للحلقة 173
- دراغون بول زد: برولي- سوبر سايان العظيم. عمل فيه كرسّام مفتاحي
- دراغون بول زد: برولي- القدوم الثاني. عمل فيه كرسّام مفتاحي
- مجرة إكسبريس 999 ~الخيال الخالد~. عمل فيه كرسّام مفتاحي.
- سلام دانك. عمل كرسّام مفتاحي للحلقة التاسعة والعشرون، والسبعون.
- سايلور مون سايلور ستار، عمل كرسّام مفتاحي للحلقة السابعة.
- سايلور مون سوبر إس. عمل كرسّام مفتاحي لهذا الفلم.
- يويو هاكوشو: تقرير الشبح
- ميراي المستقبلية 2018

## روابط خارجية
- مامورو هوسودا على موقع IMDb (الإنجليزية)
- مامورو هوسودا على موقع روتن توميتوز (الإنجليزية)
- مامورو هوسودا على موقع ألو سيني (الفرنسية)
- مامورو هوسودا على موقع ميوزك برينز (الإنجليزية)
- مامورو هوسودا على موقع تيرنر كلاسيك موفيز (الإنجليزية)
- مامورو هوسودا على موقع أول موفي (الإنجليزية)
- مامورو هوسودا على موقع ديسكوغز (الإنجليزية)
- مامورو هوسودا على موقع قاعدة بيانات الفيلم (الإنجليزية)
- مامورو هوسودا على موقع كينوبويسك (الروسية)
- مامورو هوسودا على موقع ANN person (الإنجليزية)
- مامورو هوسودا على موقع IMDb (الإنجليزية)
- مامورو هوسودا على موقع روتن توميتوز (الإنجليزية)
- مامورو هوسودا على موقع ألو سيني (الفرنسية)
- مامورو هوسودا على موقع ميوزك برينز (الإنجليزية)
- مامورو هوسودا على موقع تيرنر كلاسيك موفيز (الإنجليزية)
- مامورو هوسودا على موقع أول موفي (الإنجليزية)
- مامورو هوسودا على موقع ديسكوغز (الإنجليزية)
- مامورو هوسودا على موقع قاعدة بيانات الفيلم (الإنجليزية)
- مامورو هوسودا على موقع كينوبويسك (الروسية)
- مامورو هوسودا على موقع ANN person (الإنجليزية)